# Eric Mun
Eric Mun, pseudonimo di Mun Jung-hyuk (문정혁?, 文晸赫?, Mun Jeong-hyeokLR, Mun ChŏnghyŏkMR; Corea del Sud, 16 febbraio 1979), è un cantante, rapper e attore sudcoreano, membro della boy band sudcoreana degli Shinhwa.

## Riconoscimenti
| Anno | Premio               | Categoria                               | Opera nominata             | Risultato       |
| ---- | -------------------- | --------------------------------------- | -------------------------- | --------------- |
| 2004 | MBC Drama Awards     | Best New Actor                          | Bulsae                     | Vincitore/trice |
| 2004 | MBC Drama Awards     | Popularity Award, Actor                 | Bulsae                     | Vincitore/trice |
| 2005 | Baeksang Arts Awards | Best New Actor (TV)                     | Sin-ip sa-won              | Vincitore/trice |
| 2005 | Baeksang Arts Awards | Most Popular Actor (TV)                 | Sin-ip sa-won              | Vincitore/trice |
| 2005 | MBC Drama Awards     | Top Excellence Award, Actor             | Sin-ip sa-won              | Vincitore/trice |
| 2006 | Baeksang Arts Awards | Best New Actor (Film)                   | 6wor-ui ilgi               | Candidato/a     |
| 2006 | SBS Drama Awards     | Excellence Award, Actor in a Miniseries | Invincible Parachute Agent | Vincitore/trice |
| 2006 | SBS Drama Awards     | Top 10 Stars                            | Invincible Parachute Agent | Vincitore/trice |
| 2014 | KBS Drama Awards     | Excellence Award, Actor in a Miniseries | Yeon-ae-ui balgyeon        | Vincitore/trice |
| 2014 | KBS Drama Awards     | Netizen's Award, Actor                  | Yeon-ae-ui balgyeon        | Vincitore/trice |
| 2014 | KBS Drama Awards     | Best Couple Award con Jeong Yu-mi       | Yeon-ae-ui balgyeon        | Vincitore/trice |
| 2014 | KBS Drama Awards     | Grand Prize                             | Yeon-ae-ui balgyeon        | Candidato/a     |
| 2014 | KBS Drama Awards     | Top Excellence Award, Actor             | Yeon-ae-ui balgyeon        | Candidato/a     |
| 2014 | KBS Drama Awards     | Popularity, Actor                       | Yeon-ae-ui balgyeon        | Candidato/a     |

## Filmografia

### Serie televisive
- MBC: I'm Running (aka Breathless), 2003
- MBC: Bulsae, 2004
- SBS: Good Sunday Show, 2004
- MBC: Sin-ip sa-won, 2005
- MBC: Wolf, 2006
- SBS: Invincible Parachute Agent, 2006
- Que sera sera (케 세라 세라) - serie TV (2007)
- KBS2: Strongest Chil Woo (aka Choi Kang Chil Woo) ,2008
- Yeon-ae-ui balgyeon (연애의 발견) - serie TV (2014)
- Tto! Oh Hae-young (또! 오해영) – serie TV (2016)

### Film
- Emergency Act 19, 2002
- Bittersweet Life, 2005
- 6wor-ui ilgi, 2005